# Waldwick
Waldwick és una població dels Estats Units a l'estat de Nova Jersey. Segons el cens del 2007 tenia 9.506 habitants.

## Demografia
Segons el cens del 2000, Waldwick tenia 9.622 habitants, 3.428 habitatges, i 2.677 famílies. La densitat de població era de 1.786,1 habitants/km².
Dels 3.428 habitatges en un 36,3% hi vivien nens de menys de 18 anys, en un 67,5% hi vivien parelles casades, en un 7,8% dones solteres, i en un 21,9% no eren unitats familiars. En el 18,7% dels habitatges hi vivien persones soles el 10,6% de les quals corresponia a persones de 65 anys o més que vivien soles. El nombre mitjà de persones vivint en cada habitatge era de 2,81 i el nombre mitjà de persones que vivien en cada família era de 3,22.
Per edats la població es repartia de la següent manera: un 25,5% tenia menys de 18 anys, un 5,3% entre 18 i 24, un 31,5% entre 25 i 44, un 22,5% de 45 a 60 i un 15,2% 65 anys o més.
L'edat mediana era de 38 anys. Per cada 100 dones de 18 o més anys hi havia 92 homes.
La renda mediana per habitatge era de 75.532 $ i la renda mediana per família de 82.208 $. Els homes tenien una renda mediana de 60.671 $ mentre que les dones 37.145 $. La renda per capita de la població era de 30.733 $. Aproximadament l'1,3% de les famílies i el 2,1% de la població estaven per davall del llindar de pobresa.

## Poblacions més properes
El següent diagrama mostra les poblacions més properes.